# STAMINA
『STAMINA』（スタミナ）は、ブラックビスケッツのデビュー・シングル。
1997年12月3日BMG JAPAN（現・ソニー・ミュージックレーベルズ）から発売。

## 概要
日本テレビ系『ウッチャンナンチャンのウリナリ!!』内で結成、同番組のエンディングテーマとしても使用された。
- 台湾では「闘志」というタイトルで先行発売された。
- オリコン初登場25位以内に入らなければ即消滅[1]いう条件が設けられたが、これを初登場2位でクリアした。
- 日本での売上はオリコン調べで76万3430枚となっている。のちに、この売上枚数は4枚目のシングル『Bye-Bye』の目標値となり、グループ存続を左右することになる。

## 収録曲
1. STAMINA
作詞：ビビアン・スー&ブラックビスケッツ&森浩美
作曲：林田健司、編曲：大坪直樹
アルバム『LIFE』に収録。

1. STAMINA（ORIGINAL KARAOKE）

## 収録曲（台湾盤）
1. 闘志
中国語詞：黄大軍&辰博
ビビアン・スーのアルバム『絶対収蔵 徐若瑄』に収録。
2. 闘志（REMIX）
Remix：佐藤雅彦
1stアルバム『LIFE』に収録。
3. 闘志（ORIGINAL KARAOKE）

## 収録アルバム
- LIFE（#1）
- 日本テレビ開局50年記念 TV GENERATION 日テレGOLDEN BEST（#1）- 4枚組ディスク3に収録
- クライマックス TV＆CMヒッツ（#1） - 2枚組ディスク1に収録
- クライマックス うきうき平成J-POP（#1） - 2枚組ディスク1に収録